# Ficus filicauda
Ficus filicauda är en mullbärsväxtart som beskrevs av Hand.-mazz.. Ficus filicauda ingår i släktet fikonsläktet, och familjen mullbärsväxter. Utöver nominatformen finns också underarten F. f. longipes.